# Arkadi Gerassimowitsch Karakatenko
Arkadi Gerassimowitsch Karakatenko (russisch Аркадий Герасимович Каракатенко, ukrainisch Аркадій Герасимович Каракатенко, * 1900 in Targowica, Russisches Kaiserreich; † 1970 in München, Bundesrepublik Deutschland) war ein sowjetisch-ukrainischer Schriftsteller, ukrainischer Lokaljournalist und Literaturkritiker, der 1937 im Zuge des Großen Terrors vom NKWD verhaftet und im Gulag inhaftiert wurde. Nach dem Überfall auf die Sowjetunion wurde er im Juli 1941 in Kiew zum Dienst in der Roten Armee eingezogen und wenig später von den Deutschen gefangen genommen. In der Folgezeit kollaborierte er mit den deutschen Besatzern und schrieb unter den Pseudonymen Arkadi Gajew (russisch Аркадий Гаев) und Igor Swobodin (russisch Игорь Свободин) in verschiedenen von den Deutschen im Bereich der Heeresgruppe Mitte herausgebrachten Propagandazeitungen, bspw. “Sa Rodinu” (russisch «За родину»), die in Pskow und Riga herausgegeben wurde. Aufgrund der Niederlage des Dritten Reiches im Zweiten Weltkrieg emigrierte Karakatenko nach Westdeutschland, wo er in den 1950er und 1960er Jahren am Institut zur Erforschung der Geschichte und Kultur der UdSSR in München arbeitete. Im Rahmen dieser Tätigkeit gehörte er zu den ersten Autoren, die Artikel zum Thema Zensur in der Sowjetunion veröffentlichten. Im Rahmen eines Interviews mit Alexander Dallin wurde er von diesem als Karakatenko identifiziert.

## Werke
- A. Gaev: dt. etwa: Die Zensur der sowjetischen Presse, (russisch Аркадий Гаев: Цензура советской печати, englisch Soviet Press Control.), Zeitschrift des Instituts zur Erforschung der Geschichte und Kultur der UdSSR 1955 (englisch Bulletin of the Institute for the Study of the History and Culture of the USSR), München, Ausgabe 5
- A. Gaev: dt. etwa: B. L. Pasternak und sein Roman “Doktor Schiwago”, (russisch Аркадий Гаев: Б. Л. Пастернак и его роман "Доктор Живаго"), Zeitschrift des Instituts zur Erforschung der Geschichte und Kultur der UdSSR 1959, München, Ausgabe 23

### Russisch
- Iwan Kowtun, Dimitri Schukow: dt. etwa: Mitarbeiter. Forschung und Materialien zur Geschichte der [russischen] inländischen Kollaboration [des Zweiten Weltkrieges]. (russisch Пособники. Исследования и материалы по истории отечественного коллаборационизма.), LitRes Moskau 2022, ISBN 978-5-04-341876-0
- O.W.Budnizkowo, L.G.Nowikowoi:  dt. etwa: Das Harvard-Projekt: Freigegebene Dokumente über den Großen Vaterländischen Krieg. (russisch Гарвардский проект: рассекреченные свидетельства о Великой Отечественной войне.), Verlag politische Enzyklopädie Moskau 2018, ISBN 978-5-8243-2289-7
- A. S. Baranow, A. W. Martynow (Hrsg.): dt. etwa: Literatur im System der Kulturen. Zum siebzigsten Geburtstag von Professor I. W. Kondakow. (russisch Литература в системе культуры. К семидесятилетию профессора И. В. Кондакова.), ASOU Moskau 2017, ISBN 978-5-91543-240-5
- Leonid Smilowitskii: dt. etwa: Zensur in der Belorussischen SSR: Nachkriegsjahre 1944-1956 (russisch Цензура в БССР: послевоенные годы, 1944–1956), Tsur-Ot Press Jerusalem 2015, ISBN 978-965-92411-0-1